# Phoroncidia rubromaculata
Phoroncidia rubromaculata är en spindelart som först beskrevs av Eugen von Keyserling 1886.  Phoroncidia rubromaculata ingår i släktet Phoroncidia och familjen klotspindlar. Inga underarter finns listade i Catalogue of Life.